# وزنه‌برداری در المپیک تابستانی ۲۰۲۰ – ۷۳ کیلوگرم مردان
۷۳ کیلوگرم مردان یکی از رویدادهای وزنه‌برداری در بازی‌های المپیک تابستانی ۲۰۲۰ است که در تاریخ ۲۸ ژوئیه ۲۰۲۱ در توکیو اینترنشنال فورم برگزار می‌شود.

## رکوردها
| رکورد جهان   | یک‌ضرب | شی ژیونگ (CHN)   | ۱۶۹ ک‌گ | ۲۰ آوریل ۲۰۲۱   | تاشکند، ازبکستان |
| رکورد جهان   | دوضرب | شی ژیونگ (CHN)   | ۱۹۸ ک‌گ | ۱۰ دسامبر ۲۰۱۹  | تیانجین، چین     |
| رکورد جهان   | مجموع | شی ژیونگ (CHN)   | ۳۶۳ ک‌گ | ۲۱ سپتامبر ۲۰۱۹ | پاتایا، تایلند   |
| رکورد المپیک | یک‌ضرب | استاندارد المپیک | ۱۵۸ ک‌گ | ۱ نوامبر ۲۰۱۸   | —                |
| رکورد المپیک | دوضرب | استاندارد المپیک | ۱۹۰ ک‌گ | ۱ نوامبر ۲۰۱۸   | —                |
| رکورد المپیک | مجموع | استاندارد المپیک | ۳۴۵ ک‌گ | ۱ نوامبر ۲۰۱۸   | —                |

| وزنه‌برداری در بازی‌های المپیک تابستانی ۲۰۲۰ | وزنه‌برداری در بازی‌های المپیک تابستانی ۲۰۲۰ | وزنه‌برداری در بازی‌های المپیک تابستانی ۲۰۲۰ | وزنه‌برداری در بازی‌های المپیک تابستانی ۲۰۲۰ | وزنه‌برداری در بازی‌های المپیک تابستانی ۲۰۲۰ | وزنه‌برداری در بازی‌های المپیک تابستانی ۲۰۲۰ |
| ------------------------------------------ | ------------------------------------------ | ------------------------------------------ | ------------------------------------------ | ------------------------------------------ | ------------------------------------------ |
| مردان                                      | مردان                                      | مردان                                      | زنان                                       | زنان                                       | زنان                                       |
|                                            | ۶۱ ک‌گ                                      |                                            |                                            | ۴۹ ک‌گ                                      |                                            |
|                                            | ۶۷ ک‌گ                                      |                                            |                                            | ۵۵ ک‌گ                                      |                                            |
|                                            | ۷۳ ک‌گ                                      |                                            |                                            | ۵۹ ک‌گ                                      |                                            |
|                                            | ۸۱ ک‌گ                                      |                                            |                                            | ۶۴ ک‌گ                                      |                                            |
|                                            | ۹۶ ک‌گ                                      |                                            |                                            | ۷۶ ک‌گ                                      |                                            |
|                                            | ۱۰۹ ک‌گ                                     |                                            |                                            | ۸۷ ک‌گ                                      |                                            |
|                                            | +۱۰۹ ک‌گ                                    |                                            |                                            | +۸۷ ک‌گ                                     |                                            |

## نتایج
| رتبه | ورزشکار            | کشور                | گروه | وزن بدن | یک‌ضرب | یک‌ضرب | یک‌ضرب | یک‌ضرب  | دوضرب | دوضرب | دوضرب | دوضرب  | مجموع      |
| رتبه | ورزشکار            | کشور                | گروه | وزن بدن | ۱     | ۲     | ۳     | نتیجه  | ۱     | ۲     | ۳     | نتیجه  | مجموع      |
| ---- | ------------------ | ------------------- | ---- | ------- | ----- | ----- | ----- | ------ | ----- | ----- | ----- | ------ | ---------- |
| 1    | شی ژیونگ           | چین                 | A    | ۷۲.۸۵   | ۱۵۸   | ۱۶۳   | ۱۶۶   | ۱۶۶ OR | ۱۸۸   | ۱۹۲   | ۱۹۸   | ۱۹۸ OR | ۳۶۴ WR, OR |
| 2    | خولیو مایورا       | ونزوئلا             | A    | ۷۲.۶۰   | ۱۵۰   | ۱۵۴   | ۱۵۶   | ۱۵۶    | ۱۸۶   | ۱۹۰   | ۱۹۹   | ۱۹۰    | ۳۴۶        |
| 3    | رحمت اروین عبدالله | اندونزی             | B    | ۷۲.۴۱   | ۱۴۲   | ۱۴۷   | ۱۵۲   | ۱۵۲    | ۱۸۰   | ۱۹۰   | ۱۹۰   | ۱۹۰    | ۳۴۲        |
| ۴    | بریکن کالجا        | آلبانی              | A    | ۷۲.۸۵   | ۱۵۱   | ۱۵۱   | ۱۵۵   | ۱۵۱    | ۱۸۴   | ۱۸۸   | ۱۹۰   | ۱۹۰    | ۳۴۱        |
| ۵    | بوژیدار آندریف     | بلغارستان           | A    | ۷۲.۷۵   | ۱۵۰   | ۱۵۴   | ۱۵۴   | ۱۵۴    | ۱۸۴   | ۱۸۹   | ۱۹۰   | ۱۸۴    | ۳۳۸        |
| ۶    | کارم بن هنیه       | تونس                | A    | ۷۲.۸۰   | ۱۴۸   | ۱۵۱   | ۱۵۳   | ۱۵۳    | ۱۸۵   | ۱۹۰   | ۱۹۰   | ۱۸۵    | ۳۳۸        |
| ۷    | ماسانوری میاموتو   | ژاپن                | A    | ۷۲.۸۰   | ۱۴۳   | ۱۴۷   | ۱۵۱   | ۱۴۷    | ۱۸۳   | ۱۸۸   | ۱۹۶   | ۱۸۸    | ۳۳۵        |
| ۸    | مارین روبو         | مولداوی             | A    | ۷۲.۹۵   | ۱۵۰   | ۱۵۵   | ۱۵۹   | ۱۵۵    | ۱۷۵   | ۱۸۲   | ۱۸۲   | ۱۷۵    | ۳۳۰        |
| ۹    | کلارنس کامینگز     | ایالات متحده آمریکا | A    | ۷۲.۹۰   | ۱۴۵   | ۱۴۵   | ۱۵۰   | ۱۴۵    | ۱۸۰   | ۱۹۰   | ۱۹۸   | ۱۸۰    | ۳۲۵        |
| ۱۰   | داوید سانچز        | اسپانیا             | A    | ۷۲.۹۰   | ۱۴۲   | ۱۴۶   | ۱۵۰   | ۱۴۶    | ۱۷۷   | ۱۷۷   | ۱۸۰   | ۱۷۷    | ۳۲۳        |
| ۱۱   | جورج کاردناس       | مکزیک               | B    | ۷۲.۶۵   | ۱۴۰   | ۱۴۰   | ۱۴۵   | ۱۴۵    | ۱۷۰   | ۱۷۵   | ۱۷۵   | ۱۷۵    | ۳۲۰        |
| ۱۲   | محمود آل حمید      | عربستان سعودی       | B    | ۷۲.۵۰   | ۱۳۵   | ۱۴۱   | ۱۴۵   | ۱۴۱    | ۱۶۵   | ۱۷۵   | ۱۷۵   | ۱۶۵    | ۳۰۶        |
| ۱۳   | براندون واکلینگ    | استرالیا            | B    | ۷۲.۴۰   | ۱۱۵   | ۱۲۰   | ۱۲۵   | ۱۲۵    | ۱۵۸   | ۱۶۲   | ۱۶۶   | ۱۶۶    | ۲۹۱        |
| ۱۴   | عبدالرحیم موم      | مراکش               | B    | ۷۱.۹۵   | ۱۲۰   | ۱۲۷   | ۱۲۷   | ۱۲۷    | ۱۴۲   | ۱۴۲   | ۱۵۱   | ۱۵۱    | ۲۷۸        |